# スコット&リバース
スコット&リバース（スコットアンドリバース）は、ウィーザー (Weezer) のフロントマン・リバース・クオモとポップパンクバンド、アリスター (ALLiSTER) のスコット・マーフィーが日本語で歌うために結成したロックユニット。

## メンバー
リバース・クオモ（Rivers Cuomo）/ ヴォーカル、ギター
表記は本人の希望により「リヴァース」ではなく「リバース」となっている。
2006年に熊本県出身の日本人女性と結婚。夫人が見る日本のテレビ番組からJ-POPに興味を持ちスコット&リバース結成のきっかけとなる。
2007年5月に長女Mia誕生、2012年には長男Leoが誕生。一男一女の父となる。
スコット・マーフィー (Scott Murphy)/ ヴォーカル、ギター
2001年に初来日。この時に日本の文化と言語に興味を抱き、独学で日本語を勉強しはじめる。その後、2006年11月アリスター名義でJ-POPカバー・アルバムの前身である『Guilty Pleasures』をリリース。
2008年 7月にソロ名義で「Guilty Pleasures II」をリリース。
2015年5月より、細美武士（the HIATUS/ELLEGARDEN）らと共に新バンドMONOEYESを結成。

## サポートメンバー
- HALUNA（はるな、1983年4月5日 - ） - ベース担当。元 SOFTBALLのベース担当。
- 山口美代子（やまぐち　みよこ、1975年7月28日 - ） - ドラム担当。
- 渡辺シュンスケ （わたなべ - 、1975年1月7日 - ） - キーボード担当。

## ディスコグラフィ

### シングル
| 発売日        | タイトル                           | 規格 | 規格品番  |
| ------------- | ---------------------------------- | ---- | --------- |
| 2013年2月20日 | HOMELY GIRL （タワーレコード限定） | CD   | PROI-1110 |

### アルバム
| 発売日        | タイトル           | 規格                   | 規格品番   |
| ------------- | ------------------ | ---------------------- | ---------- |
| 2013年3月20日 | スコットとリバース | CD（通常版）           | UICV-1026  |
| 2013年3月20日 | スコットとリバース | CD+DVD（初回限定版）   | UICV-9028  |
| 2017年4月12日 | ニマイメ           | CD(通常盤)             | SICX-70    |
| 2017年4月12日 | ニマイメ           | CD+DVD(完全生産限定盤) | SICX-68,69 |

### 配信シングル
| 発売日         | タイトル                             |
| -------------- | ------------------------------------ |
| 2014年12月17日 | カリフォルニア                       |
| 2016年8月10日  | Doo Wop feat.キヨサク(MONGOL 800)    |
| 2016年8月10日  | FUN IN THE SUN feat. PES (RIP SLIME) |